# برثكوثن (كورنوال)
برثكوثن (بالإنجليزية: Porthcothan)‏ هي قرية تقع في المملكة المتحدة في كورنوال.